# Nina Wörz
Nina Wörz (ur. 14 listopada 1980 roku w Bremie), niemiecka piłkarka ręczna, reprezentantka kraju. Gra na pozycji środkowej rozgrywającej. W kadrze narodowej zadebiutowała w 1999 roku.
Od sezonu 2014/15 będzie występowała w węgierskim Siófok KC.

## Sukcesy

### Mistrzostwa Niemiec
- (2002, 2006)

### Puchar Niemiec
- (2006

### Mistrzostwa Danii
- (2012)
- (2010, 2011)

### Puchar EHF
- (2010)

### Mistrzostwa Świata
- (2007)

## Życie prywatne
Od 2010 r. żyje w związku homoseksualnym z Susann Müller, inną niemiecką piłkarką ręczną.